# 武内英樹
武内 英樹（たけうち ひでき、1966年10月9日 - ）は、日本のテレビドラマの演出家、プロデューサー、映画監督、CMディレクター。千葉県千葉市（現・千葉市美浜区）出身。早稲田大学社会科学部卒業。元フジテレビドラマ制作センター所属。

## 来歴・人物
1966年横浜生まれ。千葉県千葉市で育つ。1990年4月フジテレビジョン入社。同期に長島一由など。河毛俊作、永山耕三、中江功等の下で演出補を数年間担当した。1996年、『みにくいアヒルの子』で初演出。以後、数多くのテレビドラマの演出を手掛ける。
『神様、もう少しだけ』では主演の金城武の「全身から表現される演技を見せたい」（本人談）として引いた形の映像を多用、他にも深田恭子への熱心な演技指導なども評価され、第18回ザテレビジョン ドラマアカデミー賞で監督賞を受賞。
他にも同ドラマでは沖縄県慶良間諸島で撮影を行ったオープニング映像が評価を受け、タイトルバック賞を受賞。この他にも第22回では『彼女たちの時代』でリアリティーがあると言われた映像が評価され2度目の監督賞、第51回では『のだめカンタービレ』で、原作のファンも納得と言われた映像が支持を受け4度目の監督賞(「電車男」でも受賞)、そして同ドラマの最終回でベートーヴェンの交響曲第7番を流した他、心情をクラシック音楽で表現したということが評価され「電車男」に続き2度目の『音楽賞』を受賞した。また世界のドラマの祭典ソウルドラマアワード2007において「のだめカンタービレ」で最優秀監督賞、最優秀音楽監督賞、最優秀作品賞を受賞。最優秀監督賞は日本人初。
3本目の映画『テルマエ・ロマエ』で阿部寛が日本アカデミー賞、最優秀主演男優賞を受賞、第67回毎日映画コンクールTSUTAYA映画ファン賞を受賞、イタリアのウディネ・ファーイースト映画祭でマイ・ムービーズ賞（ネットによる観客賞）を受賞。また『テルマエロマエII』『翔んで埼玉』でもマイ・ムービーズ賞を受賞し、海外でも評価を受ける。また、『翔んで埼玉』では自身も日本アカデミー賞最優秀監督賞を受賞した。
2015年、月曜9時ドラマ『デート〜恋とはどんなものかしら〜』で摩訶不思議な恋愛不適合者の恋を描き、ギャラクシー賞2014選奨受賞
ザ・テレビジョンドラマアカデミー賞で監督賞、最優秀作品賞、主演女優賞、助演男優賞、脚本賞を受賞。監督賞は5回目になる。
2025年3月の時点で監督した映画の累計興行収入は330億円を超えている。
北海道テレビ放送（テレビ朝日系列）の元アナウンサーで現在同局のテレビプロデューサーとして活動している戸島龍太郎は大学時代の親友である。
大学在学時、東京ディズニーランドでアルバイトをしており、アトラクション「ジャングルクルーズ」のスキッパー（船長）役を担当していた。
2022年、50歳以上を対象とした早期退職制度に応募していたことが分かった。

## 主な作品

### テレビドラマ

#### 演出
- 剣道少女（1995年）
- みにくいアヒルの子（1996年）
- ドク（1996年）
- ひとつ屋根の下2（1997年）
- ナースのお仕事2（1997年）
- 神様、もう少しだけ（1998年）
- Days（1998年）
- Over Time-オーバー・タイム（1999年）
- 彼女たちの時代（1999年）
- 賭事女王（1999年）
- バスストップ（2000年）
- きらきらひかる3（2000年）
- できちゃった結婚（2001年）
- カバチタレ!（2001年）
- ロング・ラブレター〜漂流教室〜（2002年）
- ウエディングプランナー SWEETデリバリー（2002年）
- 神様、何するの（2002年）
- はたち〜1982年に生まれて〜（2003年）
- 世にも奇妙な物語'03秋の特別編「パーフェクトカップル」（2003年）
- ファイアーボーイズ〜め組の大吾〜（2004年）
- ハングリーキッド（2004年）
- 大奥 第一章（2004年）
- 電車男（2005年）
- 小早川伸木の恋（2006年）
- 電車男DELUXE 最後の聖戦（2006年）
- のだめカンタービレ（2006年）
- ファースト・キス（2007年）
- のだめカンタービレ in ヨーロッパ（2008年）
- ホームレス中学生（2008年）
- 全開ガール（2011年）
- 女信長（2013年）
- 独身貴族（2013年）
- デート〜恋とはどんなものかしら〜（2015年）
- デート〜恋とはどんなものかしら〜2015夏 秘湯（2015年）
- カインとアベル（2016年）
- ルパンの娘（2019年）
- ルパンの娘 第2シリーズ（2020年）

#### プロデュース
- 神様、何するの（2002年）
- はたち〜1982年に生まれて〜（2003年）
- 電車男DELUXE 最後の聖戦（2006年）

#### 演出補
- 東京ラブストーリー（1991年）
- 101回目のプロポーズ（1991年）
- 愛という名のもとに（1992年）
- ひとつ屋根の下1（1993年）
- 陽のあたる場所（1994年）
- 海が見たいと君が言って（1994年）
- 北の国から'95「秘密」（1995年）

### 映画
- のだめカンタービレ 最終楽章 前編（2009年）監督
- のだめカンタービレ 最終楽章 後編（2010年）総監督
- テルマエ・ロマエ（2012年）監督
- テルマエ・ロマエII（2014年）監督
- 今夜、ロマンス劇場で（2018年）監督
- 翔んで埼玉（2019年）監督
- 劇場版 ルパンの娘（2021年）監督
- 翔んで埼玉 〜琵琶湖より愛をこめて〜（2023年）監督
- もしも徳川家康が総理大臣になったら（2024年）監督
- はたらく細胞（2024年）監督

### その他
- Visual Queen of The Year 2001
  - 宮地真緒「Bonita」、浅見れいな「Fiesta」演出（2001年7月4日発売）
- CM 朝日新聞デジタル レブール

## 受賞歴
- 1998年
  - 第18回ザテレビジョンドラマアカデミー賞（『神様、もう少しだけ』）[9]
    - 監督賞（田島大輔､岩本仁志､西浦正記と共に）
    - タイトルバック賞
- 1999年
  - 第22回ザテレビジョンドラマアカデミー賞[10]
    - 監督賞（石坂理江子､澤田鎌作と共に）（『彼女たちの時代』）
- 2005年
  - 第46回ザテレビジョンドラマアカデミー賞[11]
    - 監督賞（『電車男』）
- 2006年
  - 第51回ザテレビジョンドラマアカデミー賞[12]
    - 監督賞（『のだめカンタービレ』）
- 2007年
  - 第2回ソウルドラマアワード[13][14]
    - 最優秀監督賞（『のだめカンタービレ』）
    - 最優秀音楽監督賞（『のだめカンタービレ』）
- 2015年
  - 第84回ザテレビジョンドラマアカデミー賞[15]
    - 監督賞（石川淳一､洞功二と共に）（『デート〜恋とはどんなものかしら〜』）
- 2019年度
  - 第43回日本アカデミー賞
    - 最優秀監督賞[1]（『翔んで埼玉』）

  - 第62回ブルーリボン賞
    - 作品賞 (『翔んで埼玉』)[16]